# Phalera paupercula
Phalera paupercula är en fjärilsart som beskrevs av Stephan. 1924. Phalera paupercula ingår i släktet Phalera och familjen tandspinnare. Inga underarter finns listade i Catalogue of Life.